# Cypress Quarters
Cypress Quarters ist  ein census-designated place (CDP) im Okeechobee County im US-Bundesstaat Florida. Das U.S. Census Bureau hat bei der Volkszählung 2020 eine Einwohnerzahl von 1.029 ermittelt. 

## Geographie
Cypress Quarters grenzt im Westen direkt an die Stadt Okeechobee und liegt etwa 160 km südlich von Orlando. Der CDP wird von der Florida State Road 70 durchquert.

## Demographische Daten
Laut der Volkszählung 2010 verteilten sich die damaligen 1215 Einwohner auf 564 Haushalte. Die Bevölkerungsdichte lag bei 173,6 Einw./km². 33,3 % der Bevölkerung bezeichneten sich als Weiße, 58,0 % als Afroamerikaner, 1,2 % als Indianer und 1,6 % als Asian Americans. 4,5 % gaben die Angehörigkeit zu einer anderen Ethnie und 1,4 % zu mehreren Ethnien an. 12,1 % der Bevölkerung bestand aus Hispanics oder Latinos.
Im Jahr 2010 lebten in 40,7 % aller Haushalte Kinder unter 18 Jahren sowie 32,8 % aller Haushalte Personen mit mindestens 65 Jahren. 69,8 % der Haushalte waren Familienhaushalte (bestehend aus verheirateten Paaren mit oder ohne Nachkommen bzw. einem Elternteil mit Nachkomme). Die durchschnittliche Größe eines Haushalts lag bei 2,98 Personen und die durchschnittliche Familiengröße bei 3,63 Personen.
31,5 % der Bevölkerung waren jünger als 20 Jahre, 23,4 % waren 20 bis 39 Jahre alt, 26,1 % waren 40 bis 59 Jahre alt und 19,3 % waren mindestens 60 Jahre alt. Das mittlere Alter betrug 36 Jahre. 47,8 % der Bevölkerung waren männlich und 52,2 % weiblich.
Das durchschnittliche Jahreseinkommen lag bei 24.775 $, dabei lebten 31,2 % der Bevölkerung unter der Armutsgrenze.
Im Jahr 2000 war Englisch die Muttersprache von 96,06 % der Bevölkerung und spanisch sprachen 3,94 %.